# Aïe
Pour les articles homonymes, voir Aïe.
Pour plus de détails, voir Fiche technique et Distribution.
Aïe est un film français réalisé par Sophie Fillières, sorti le 6 septembre 2000.

## Synopsis
Robert, célibataire, a la cinquantaine. Il revoit par hasard Claire, qui vient d'avoir un enfant d'un autre, et s'aperçoit qu'il en est toujours amoureux. Il décide de la reconquérir, mais au même moment il croise une jeune fille qui lui fait une étrange proposition : s'il le souhaite elle pourra tomber follement amoureuse de lui...

## Fiche technique
- Titre : Aïe
- Réalisation : Sophie Fillières
- Scénario : Sophie Fillières
- Production : Martine Marignac et Maurice Tinchant
- Musique : Michel Portal
- Photographie : Christophe Pollock
- Montage : Valérie Loiseleux
- Pays de production :  France
- Format : couleurs - 1,66:1 - DTS - 35 mm
- Genre : comédie romantique
- Durée : 103 minutes
- Date de sortie : 
  - France : 6 septembre 2000

## Distribution
- André Dussollier : Robert
- Hélène Fillières : Aïe
- Emmanuelle Devos : Claire
- Gisèle Casadesus : la mère de Robert
- Lucien Pascal : le père de Robert
- Lucienne Hamon : la mère de Aïe
- Alain Rimoux : le père de Aïe
- Anne Le Ny : Marie
- Jean-Baptiste Malartre : David, L'ami de Robert
- Olivier Cruveiller : François, le compagnon de Claire
- Arnaud Vallens (en) : visiteur hôpital